# Сент-Луїс Іглс
Сент-Луїс Іглс (англ. St. Louis Eagles, укр. Орли Сент-Луїсу) — колишній професіональний чоловічий хокейний клуб, який виступав у Національній хокейній лізі протягом сезону з 1934 — 1935 роки. Клуб був перебазуванням Оттави Сенаторс. Провівши лише один сезон клуб припинив своє існування через фінансові проблеми.

## Відомі гравці
- Сід Гоу
- Дес Рош
- Ерл Рош
- Арчі Вілкокс